# Dodge Challenger
Dodge Challenger är tre bilmodeller som under olika perioder har tillverkats av Dodge mellan 1969 och 2023.

## Första generationen
Den första generationen av Dodge Challenger är en muskelbil i den mindre storleksklassen som tillverkades 1970-1974. Challenger konkurrerade med bilar som Mercury Cougar och Pontiac Firebird i den lyxigare delen av muskelbilsklassen.
Dodge Challenger fanns att beställa med ett stort urval av motorer. Den effektstarkaste var 426 Hemi. Ett annat högprestandaalternativ var 440 Six-Pack.

### 1970
1970 tillverkades totalt 76 935 exemplar. Därav var 356 st 426 Hemi (425 hk), 2 035 st 440 Six-Pack (390 hk), 3 840 st 440 (375 hk) och 12 281 st 383 (olika effektalternativ). Detta år tillverkades även Challenger med T/A-paket (Trans Am Racing Series) med 340 Sixpack (290 hk). T/A-paketet innehöll bland annat bakspoiler och motorhuv med luftintag i glasfiber och en 340-motor med tre 2-portsförgasare liknande 440 Sixpack. Andra tillvalspaket till 1970 Challenger är R/T (Road & Track) och SE (Special Edition). R/T- och SE-paketen gick att kombinera. R/T var ett prestandapaket med grövre komponenter och gick endast att beställa med prestandamotorerna 426 Hemi, 440 Sixpack och 440 Magnum. SE-paketet innehåller mer påkostad interiör, extra kromlister runt dörrar och mindre bakruta.

### 1971
1971 är sista årsmodellen som cabrioletversionen tillverkas. Det är även den sista årsmodell som går att köpa med big block-motor. Utseendemässigt liknar den föregående årsmodell, men går att känna igen på den delade grillen.

### 1972
Den starkaste motorn var detta år på 340 kubiktum. En ny förändring från tidigare årsmodell är frontens utseende, som liknar en ledsen mun, den så kallade "sad mouth". En annan stilistisk detalj som ändrats är baklysets utseende som nu ersatts av fyra separata lampor.   

### Dodge Challenger i media
En Dodge Challenger av 1970 års modell hade mer eller mindre huvudrollen i filmen Jakten mot nollpunkten från 1971.

## Andra generationen

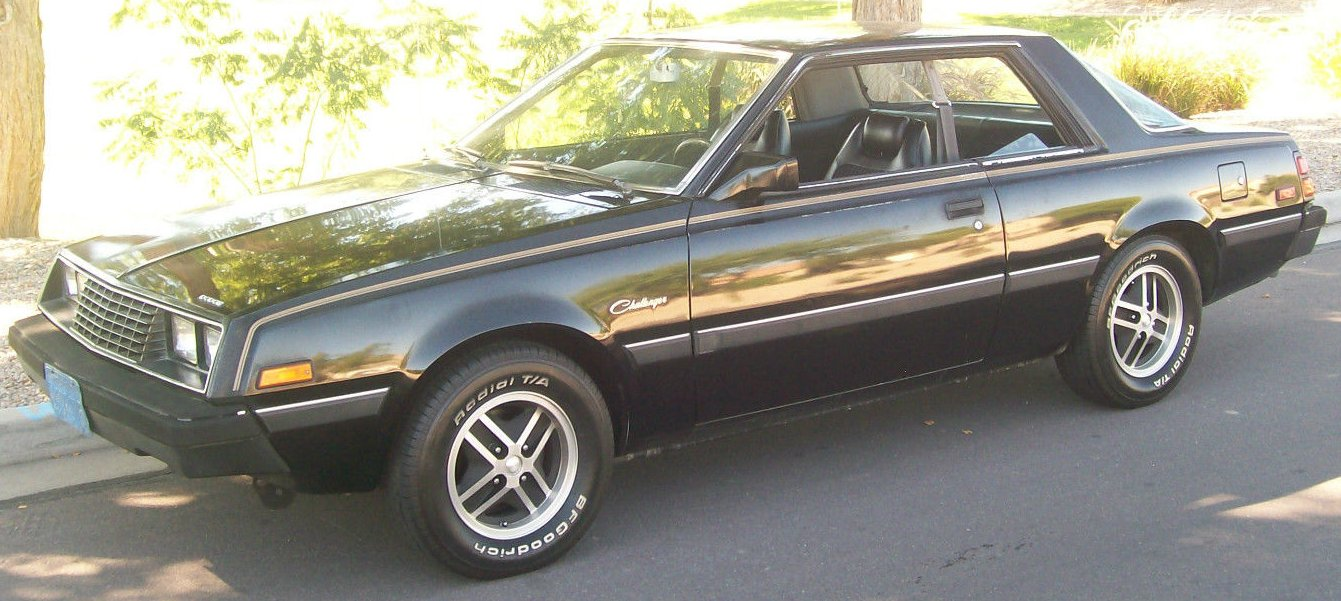
1982 Dodge Challenger.

En andra generation Challenger såldes även på den amerikanska marknaden åren 1977–1983. Dessa bilar var, förutom namnet, identiska med motsvarande årsmodell av Mitsubishi Galant och tillverkades i Japan.

## Tredje generationen

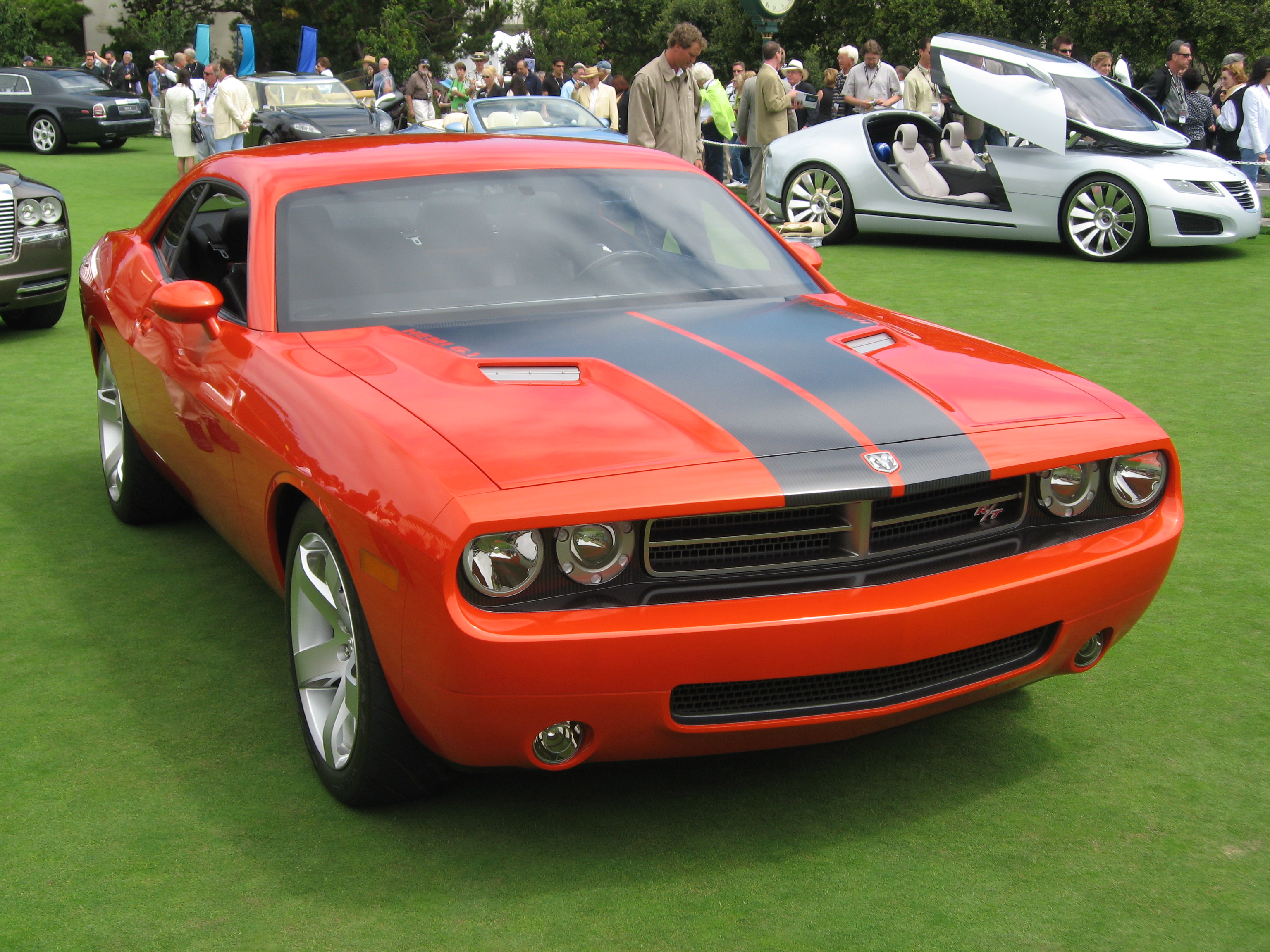
Dodge Challenger konceptmodell 2006.

2008 började Dodge tillverka en ny Challenger-modell baserad på Chryslers LX-plattform vilken den delar med Dodge Magnum, Dodge Charger och Chrysler 300C. Formgivningen bär tydliga spår av den första generationen, även om all teknik under skalet är ny. Dodge Challenger slutade tillverkas 2023.